# Cayo Ambergris
Cayo Ambergris (em inglês, Ambergris Caye) é uma pequena ilha de Belize, na qual vivem cerca de 15 mil pessoas , sendo que a maioria habita em San Pedro, na extremidade sul. A ilha tem cerca de 40 km de comprimento por 1,6 km de largura.
Ambergris Caye passou a estar em voga graças a Madonna, que homenageou a beleza desta ilha do Belize, país situado na América Central e banhado pelo  mar das Caraíbas do oceano Atlântico. A maior parte das pessoas pode não saber, mas Madonna referia-se a Ambergris Caye, quando cantava “La Isla Bonita”.
Apesar da fama que Madonna atraiu para Ambergris Caye (o maior dos cayos do Belize, estendendo-se por cerca de 40 quilómetros de comprimento), seus habitantes não se importam em manter a pacatez e simplicidade da ilha. No entanto, as atractividades naturais de Ambergris Caye levaram ao investimento em estâncias turísticas e ao aproveitamento das potencialidades da ilha nos desportos náuticos. Assim, o pequeno aeroporto situado em San Pedro viu aumentado o seu movimento de passageiros.
Entretanto, a população local mantém-se virada para o recife, que fica a cerca de 800 metros ao largo e que pode ser alcançado a nado. Foi também essa simplicidade, essa independência e humildade que Madonna homenageou em “La Isla Bonita”.

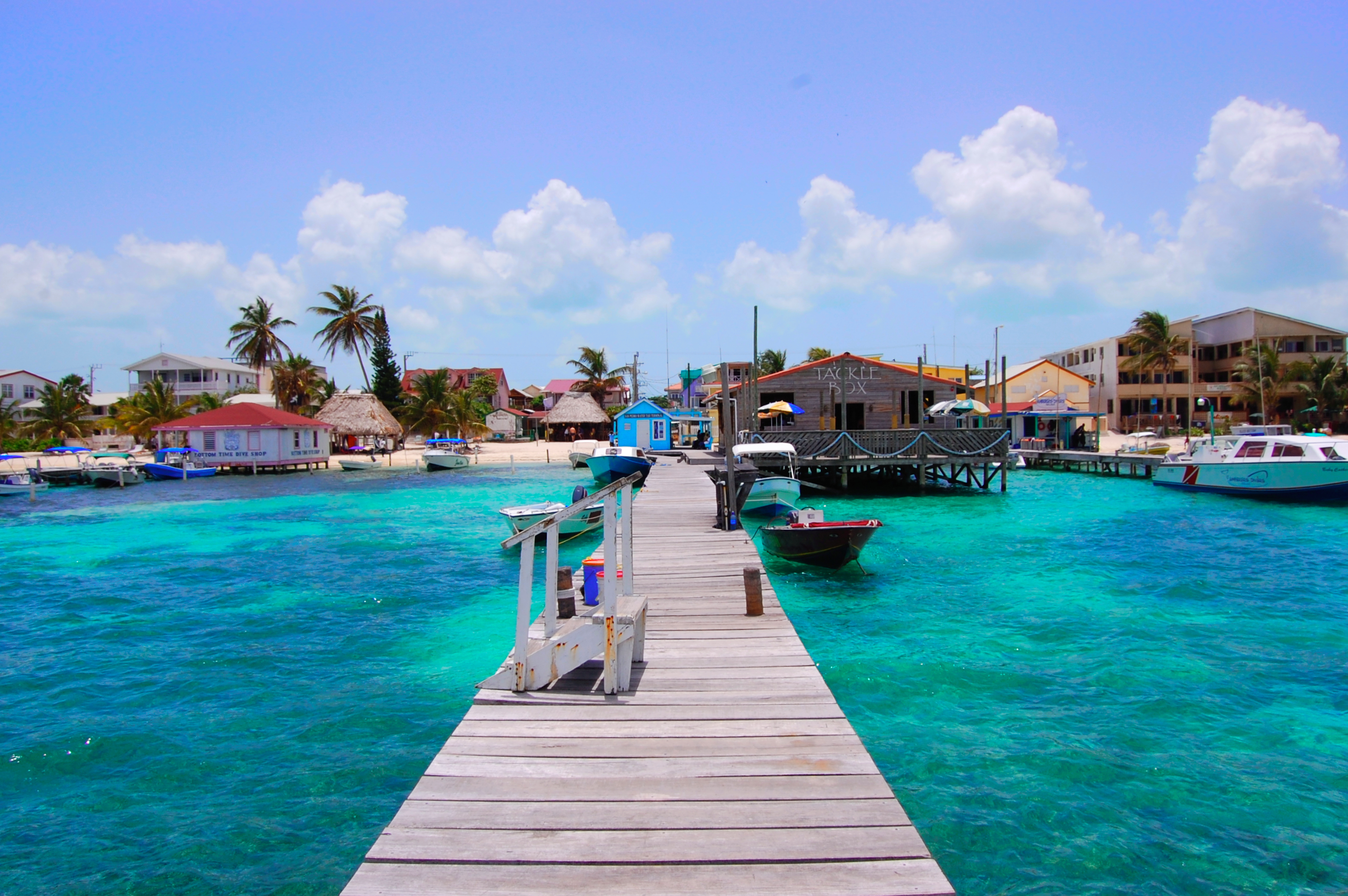
Praia em San Pedro

De Ambergris Caye, é também de referir que a ilha é protegida da fúria ocasional do mar pela segunda maior barreira de recife do mundo, que é também a sua principal atracção turística. Mereceu, em 1996, a classificação de Património Mundial da UNESCO, para além de sete dos seus locais mais famosos terem sido reconhecidos como habitat protegido. É que, nessas áreas mantêm-se vivos cenários únicos de fauna e flora, com a protecção de várias espécies em perigo de extinção.

## Acesso
Não existem voos directos para o Belize a partir da Europa. Partindo de Lisboa, através da companhia KLM, a ligação ao Belize tem de ser feita com paragens em Los Angeles, Miami, Houston ou Cancun; depois, e já em Belize City, há ligações de barcos e aviões para São Pedro.